# Comitato Olimpico Nazionale e Sportivo Burkinabé
Il Comitato Olimpico Nazionale e Sportivo Burkinabé (noto anche come Comité National Olympique et des Sports Burkinabé in francese) è un'organizzazione sportiva burkinabé, nata nel 1965 a Ouagadougou, Burkina Faso.
Rappresenta questa nazione presso il Comitato Olimpico Internazionale (CIO) dal 1972 ed ha lo scopo di curare l'organizzazione ed il potenziamento dello sport in Burkina Faso e, in particolare, la preparazione degli atleti burkinabé, per consentire loro la partecipazione ai Giochi olimpici. L'organizzazione è, inoltre, membro dell'Associazione dei Comitati Olimpici Nazionali d'Africa.
L'attuale presidente dell'associazione è Jean Pascal Kinda, mentre la carica di segretario generale è occupata da Christian Yves Auguste Zongo.